# 파나소닉 루믹스 DMC-G3
파나소닉 루믹스 DMC-G3는 2011년 6월에 출시한 파나소닉 G2의 후속제품이다. 카메라 이미지 센서와 기타적인 것이 업그레이드 되었다 